# Spolna usmerjenost
Spolna usmerjenost ali spolna orientacija je pojem, ki se nanaša na  posameznikov spolni nagon oz. na preferiran spol intimnih partnerjev. 
Najpogostejše oblika spolne usmerjenosti so heteroseksualnost (pozameznika spolno privlačijo osebe nasprotnega spola), homoseksualnost (pozameznika spolno privlačijo osebe istega spola) in biseksualnost (pozameznika spolno privlačijo osebe moškega in ženskega spola ali več kot enega spola).
Poudariti je treba, da spolna usmerjenost zavzema več kot samo strogi kontekst spolnega občevanja - spolna usmerjenost je identiteta, s katero se človek poistoveti, se torej označuje za homoseksualno/biseksualno/heteroseksualno usmerjenega. Od te oznake je odvisen sklop vedenj v odnosu do spolov, ki zajema romantične težnje in fantazije, intimne čustvene odnose, vedenje in dojemanje samega sebe v okviru družbe in v primerjavi z ostalimi ljudmi.
Po Kinseyju je spolna orientacija fluidna in ne-binarna (torej zanika rigidno delitev ljudi na homoseksualce in heteroseksualce, marveč uvaja 8 stopenj človeške seksualnosti); glede na posameznikove izkušnje in razvoj lahko variira in se spreminja.
Na definicijo spolne usmerjenosti nerazdružljivo vpliva definicija spola. V naši kulturi je definicija spolov binarna, torej priznava obstoj samo dveh spolov: moškega in ženskega spola. Ta trditev je problematična že samo v biološkem oziru, saj znanost beleži primere ljudi z dvoumnimi spolnimi znaki (npr. genitalijami), poleg tega pa ne dopušča prostora za samo-identifikacijo.
Spolne usmerjenosti ne moremo določiti drugače, kot na podlagi spolne identitete - po vsem svetu najdemo ljudi, ki spadajo pod krovni izraz transspolnost (trans-gender). V slovenščino je to slabše prevedljivo, saj uporabljamo besedo spol tako za angleški sex (biološka komponenta spola – genitalije, kromosomi ...) kot za gender (družbena komponenta spola, ki vključuje družbene vloge, pričakovanja, interese in samo-doživljanje vsakega posameznika kot moškega, žensko ali tretji spol).
V okviru seksologije je bilo uvedeno mnogo klasifikacij spolnih orientacij, med katerimi so pogoste še aseksualnost, avtoseksualnost in  panseksualnost.